# بروس پین
بروس پین (به انگلیسی: Bruce Payne) ، بازیگر انگلیسی است.
از فیلم‌های معروف او می‌توان به بازی در فیلم های مسافر ۵۷، مین‌زدا، سرقت، برای ملکه و کشور، سرزمین اژدها، بلوز آکسفورد و دزدان دریایی اشاره کرد.